# Trembleur de Kazan
Le trembleur de Kazan (казанский шеебойный статный, ou казанский трясун) est une race de pigeon domestique originaire des environs de Kazan en Russie. Il est rangé dans la catégorie des pigeons de vol.

## Histoire
Le trembleur de Kazan est sélectionné depuis plusieurs siècles dans le Sud de la Volga à partir de pigeons de vol russes, de pigeons à la queue de paon et de pigeons cravatés. Mais il est devenu rare dans sa région d'origine et plutôt présent à l'étranger.

## Description
C'est un pigeon de taille moyenne à la tête ronde et au front haut, vif et gracieux. Son bec est épais et de longueur moyenne. Son cou est large à la base et tremblant pendant l'action, d'où son nom. Il a les pattes très courtes et chaussées. Ses ailes sont courtes, ainsi que sa queue qui est relevée pendant l'action.
Le plumage du trembleur de Kazan est fort varié : soit unicolore en blanc, bleu, noir, rouge, rouge cendré à manteau plein, jaune, jaune cendré à manteau plein ; soit panaché à vol blanc et pie en noir, rouge, rouge cendré à manteau plein, jaune, jaune cendré à manteau plein. Les couleurs doivent être soutenues le plus possible. Les panachés présentent ou non une barbe blanche, certaines rémiges blanches, ainsi que le dos, la queue, le ventre et les chausses. Les noirs possèdent une queue noire ou blanche. Les rouges cendrés et les jaunes cendrés à manteau plein ne doivent pas avoir des vols et la queue blancs, mais de coloris plus clair.